# Palazzo Farinosi Branconi
Palazzo Farinosi Branconi, in precedenza noto come Palazzo Branconio o Palazzo Branconi, è un palazzo storico dell'Aquila.
L'attuale denominazione è stata istituita con Regio Decreto nel 1874.

## Storia
L'edificio è una storica residenza dei Branconio, importante famiglia aquilana originaria di Collebrincioni e stabilitasi all'Aquila sin dalla fondazione della città, nel XIII secolo. Capostipite della famiglia era Giovanni Battista Branconio (1473-1522) che si affermò a Roma come consigliere di papa Leone X e orafo, facendo costruire nella capitale il palazzo Branconio dell'Aquila su progetto dell'amico Raffaello Sanzio.
Lo stesso Giovanni Battista fece realizzare poi all'Aquila, nei primi anni del XVI secolo, il primo palazzo Branconio, posto proprio frontalmente alla chiesa di San Silvestro. Nella prima metà del XVII secolo invece fu Girolamo Branconio ad acquistare da Ludovico Organella da Roio i fabbricati posti all'angolo tra la piazza e via Garibaldi — una serie di unità edilizie d'origine cinquecentesca e originariamente autonome — dando vita al nuovo palazzo Branconio. Nel 1639 l'edificio divenne residenza di tutta la famiglia. Il fabbricato fu ricostruito in più occasioni fino al definitivo ampliamento del 1753.
Nel 1874 un Regio Decreto ne muta la denominazione in Palazzo Farinosi Branconi. A partire dal XIX secolo, l'edificio fu utilizzato dapprima come caserma quindi come scuola, finché, nella seconda metà del XX secolo, Giulio Farinosi Branconi lo cedette alla Cassa di Risparmio della provincia dell'Aquila, di cui era socio; fu proprio l'ente bancario a promuoverne il restauro negli anno novanta a cura dell'ingegnere Mario Centofanti. Successivamente, per un breve periodo, il palazzo fu sede della Presidenza della Giunta Regionale in attesa del restauro di palazzo Centi. 
Negli anni duemila un erede della famiglia, Evandro Farinosi Branconi, si rivolse al Tribunale per denunciare che il palazzo venisse ancora chiamato, erroneamente, Palazzo Branconio. Lesionato nuovamente dal sisma del 2009, l'edificio è attualmente in fase di restauro.

## Descrizione
Palazzo Farinosi Branconi è situato all'ingresso occidentale di via Garibaldi, all'angolo tra la stessa, piazza San Silvestro e via Gignano, con la facciata principale rivolta verso la piazza e la chiesa di San Silvestro e la secondaria verso Palazzo Branconio, altra storica residenza della famiglia. Le due facciate presentano stili differenti. La principale, rivolta verso la piazza, è d'ispirazione manierista e presenta già richiami all'architettura settecentesca; è caratterizzata da sei assi d'aperture con ingresso unico al centro, seppur in posizione asimmetrica, e cornici classiche su tre mensole. La facciata secondaria verso via Garibaldi, è di matrice prettamente cinquecentesca e presenta anch'essa sei aperture con due portali all'estremità e cornici classiche su due mensole che diventano poi di dimensione più contenuta all'ultimo piano.
Il palazzo si presenta internamente a pianta quadrangolare, seppur molto frammentata. La differenza di stile già vista sui prospetti si ritrova anche nei due cortili interni, con il principale — cui si accede tramite due androni dai due ingressi — caratterizzato da una scalinata monumentale che conduce al primo piano, evidenziata dalla presenza di un vistoso stemma dei Branconio in stucco. L'altro cortile, a una quota più alta rispetto al precedente e probabilmente di origine settecentesca, è accessibile solo da via Garibaldi. L'importanza data al piano nobile, tipica dell'architettura civile cinquecentesca, è ben testimoniata dalla sequenza di sale affrescate che si susseguono a questo livello.

### Sala di Saul e Davide
È la prima sala cui si accede dalla scala monumentale e prende il nome dalle storie dei re Saul e Davide tratte dall'Antico Testamento che ne caratterizzano le pareti. Nelle intenzioni originali della famiglia sarebbe dovuta rimanere una sala comune; in realtà fu successivamente suddivisa in cinque ambienti, compromettendo così irrimediabilmente l'apparato decorativo — databile al XVII secolo — che si è conservato intatto solamente nella parte superiore.
La stanza è anche nota come Sala dei Re. all'interno di essa sono presenti, più nascosti, anche storie di dei Branconio.

### Sala dei putti
A destra della Sala di Saul e Davide si entra nella Sala dei putti, anche nota come Sala dei paesaggi. La stanza è così chiamata in virtù degli affreschi che ne decorano interamente le quattro pareti, rappresentanti dei putti che sostengono degli ovali con raffigurati al loro interni dei paesaggi e che a loro volta ritraggono i possedimenti della famiglia Branconio. L'ordine di lettura inizia dalla parete nord e procede in senso orario. Si riconoscono:
- Parete nord: la valle del Vomano e Assergi.
- Parete est: San Clemente a Casauria e Pescara.
- Parete sud: Bolognano e Barete; quest'ultimo, possedimento dei Porcinari, è rappresentato in onore del matrimonio (datato alla metà del XVI secolo) tra Giulia Porcinari e Giuseppe Branconio.
- Parete ovest: non riconoscibile.

Gli affreschi della Sala dei paesaggi vengono attribuiti a Giuseppe Donati; l'autore è ritenuto essere lo stesso degli affreschi del coevo palazzo Fibbioni nonché dei putti presenti nella cappella bedeschiniana della chiesa di San Silvestro. Le pitture sono successive a quelle della Sala di Saul e Davide e databili alla fine del XVII secolo. Il vano è in realtà una stanza di passaggio in vista della seguente e più importante Sala di San Clemente.

### Sala di San Clemente
Simbolo del palazzo, e capolavoro della pittura sacra all'Aquila e in Abruzzo, è la Sala di San Clemente, posta in corrispondenza dell'angolo tra via Garibaldi e piazza San Silvestro. Anche questa stanza si presenta interamente affrescata con un ciclo ben più impegnativo dei precedenti e che rappresenta uno dei pochissimi cicli completi presenti nel capoluogo abruzzese. Le pitture sono dedicate alla figura di San Clemente, cui era intitolata l'importante abbazia di San Clemente a Casauria, uno dei numerosi feudi abruzzesi controllati dalla famiglia.
La sequenza narrativa si sviluppa su due ordini e narra la vita e il martirio del papa; l'ordine inferiore presenta un'unica scena incastonata in un finto colonnato mentre l'ordine superiore è caratterizzato da più cornici intervallate da motivi floreali e vegetali, stemmi della famiglia e addirittura simboli medicei. L'ordine di lettura, facilitato dalla presenza di didascalie, comincia dall'alto e dalla parete sud procedendo in senso orario e proseguendo poi nell'ordine inferiore a partire dalla parete ovest.
La databilità degli affreschi è incerta ma viene ritenuta essere successiva alle due sale precedenti o addirittura posteriore al terremoto dell'Aquila del 1703.
Di particolare importanza è anche il soffitto a lacunare, dipinto di blu e decorato con stelle dorate, rappresentante un cielo stellato.